# Leggi di Fick
In fisica e in chimica, in particolare nell'ambito dello studio dei fenomeni di trasporto, le leggi di Fick sono relazioni costitutive che descrivono le variazioni di concentrazione nei materiali in cui sono in atto fenomeni di diffusione molecolare in assenza di diffusione termica. Prendono il nome dal fisiologo tedesco Adolf Fick, che per primo le sviluppò nel 1855.
Un esempio pratico di diffusione può essere quello di una goccia di caffè in una tazza di latte: attraverso la diffusione le sostanze che costituiscono la goccia di caffè si muovono, o meglio diffondono, nel latte miscelandosi a esso e tale moto di diffusione continua fino all'ottenimento di una miscela di concentrazione uniforme; l'uniformità della concentrazione è indicata dal fatto che la miscela di caffè e latte ottenuta presenta un colore uniforme.

## Prima legge di Fick
La prima legge, valida per condizioni stazionarie, descrive la diffusione anisotropa di una specie i-esima nelle dimensioni spaziali in mezzi omogenei:
{\displaystyle {\vec {J}}=-\mathbf {D} \,{\vec {\nabla }}\Phi }
dove {\displaystyle {\vec {J}}} è la densità di flusso della specie diffondente, {\displaystyle \mathbf {D} } è la diffusività di materia (dimensionalmente m2·s-1) e {\displaystyle \Phi } è la concentrazione della specie diffondente. Il segno negativo esprime il movimento della corrente da una concentrazione più alta a una più bassa. Si può ottenere una formulazione alternativa della prima legge di Fick facendo ricorso al coefficiente di scambio di materia {\displaystyle d_{ij}}:
{\displaystyle \mathbf {J} _{\Phi }=-{\mathcal {D}}_{ij}\nabla (\Phi _{\text{tot}}\cdot \phi _{i})=-\Phi _{\text{tot}}{\mathcal {D}}_{ij}\nabla \phi _{i}=-d_{ij}\nabla \phi _{i}}

## Seconda legge di Fick
La seconda legge di Fick, che descrive il processo di diffusione nella dimensione temporale, è in realtà una forma semplificata dell'equazione di bilancio di materia:
{\displaystyle {\frac {\partial \Phi _{i}}{\partial t}}=-\nabla \cdot \mathbf {J} _{\Phi }}

### Equazione del calore
In analisi matematica, l'equazione differenziale alle derivate parziali che ha la stessa forma di quest'ultima relazione è detta equazione del calore:
{\displaystyle {\frac {\partial u}{\partial t}}-a\nabla ^{2}u=0}
in particolare, essa è un'equazione differenziale alle derivate parziali lineare.

## Generalizzazioni
Le leggi di Fick possono essere generalizzate in molti modi. Ad esempio, poiché esse non tengono conto diffusione termica, la termoforesi viene descritta dalla più generale legge di Soret, mentre la presenza di attrito viscoso può essere generalizzata dall'equazione di Smoluchowski.

### Generalizzazione per mezzi non omogenei
In mezzi non omogenei il tensore di diffusività è funzione dello spazio, cioè {\displaystyle {\mathcal {D}}_{ij}={\mathcal {D}}_{ij}(x)}. In questo caso la prima legge diventa:
{\displaystyle \mathbf {J} _{\Phi }=-\nabla ({\mathcal {D}}_{ij}\Phi _{i})}
Sviluppando il gradiente si ottiene:
{\displaystyle \mathbf {J} _{\Phi }=-{\mathcal {D}}_{ij}\nabla \Phi _{i}-\Phi _{i}\nabla {\mathcal {D}}_{ij}=-{\mathcal {D}}_{ij}\nabla \Phi _{i}-\Phi _{i}\mathbf {v} }
dove {\displaystyle \mathbf {v} =-\nabla {\mathcal {D}}_{ij}} è la velocità della specie. Se la diffusione avviene in un fluido, qualsiasi sostanza che si muove con velocità {\displaystyle \mathbf {v} } è sottoposta a un moto browniano.
La seconda legge, per i mezzi che sono non-omogenei e anisotropi, si modifica come segue:
{\displaystyle {\frac {\partial \Phi _{i}(x,t)}{\partial t}}=\nabla \cdot ({\mathcal {D}}_{ij}(x)\nabla \Phi _{i}(x,t))=\sum _{i,j=1}^{3}\left({\mathcal {D}}_{ij}(x){\frac {\partial ^{2}\Phi _{i}(x,t)}{\partial x_{i}\partial x_{j}}}+{\frac {\partial {\mathcal {D}}_{ij}(x)}{\partial x_{i}}}{\frac {\partial \Phi _{i}(x,t)}{\partial x_{j}}}\right)}
ovvero
{\displaystyle {\frac {\partial \Phi _{i}}{\partial t}}=\nabla {\mathcal {D}}_{ij}\cdot \nabla \Phi _{i}+{\mathcal {D}}_{ij}\nabla ^{2}\Phi _{i}}
Affinché il membro alla destra sia un operatore ellittico, il tensore simmetrico di diffusività {\displaystyle {\mathcal {D}}_{ij}} deve essere positivo.

## Applicazioni

### Cinetica chimica
La legge di Fick viene anche utilizzata nello studio del trasporto di materia attraverso membrane biologiche. Quando la legge di Fick viene applicata all'assorbimento tramite trasporto passivo di una molecola attraverso una membrana biologica assume l'aspetto dell'equazione:
{\displaystyle {\frac {\mathrm {d} M}{\mathrm {d} t}}={\mathcal {D}}{\frac {A}{h}}(K_{1}C_{1}-K_{2}C_{2})}
dove:
- {\displaystyle \mathrm {d} M/\mathrm {d} t} è la quantità di sostanza assorbita nell'unità di tempo (velocità di assorbimento)
- {\displaystyle {\mathcal {D}}} è il coefficiente di diffusione della molecola (dipende dalle caratteristiche chimico-fisiche della sostanza e dalla viscosità della soluzione)
- {\displaystyle A} è la superficie della membrana interessata all'assorbimento
- {\displaystyle K_{1}} è il coefficiente di partizione della molecola tra membrana e fluido donatore
- {\displaystyle C_{1}} è la concentrazione della molecola al sito di assorbimento (fluido donatore)
- {\displaystyle K_{2}} è il coefficiente di partizione della molecola tra membrana e fluido accettore
- {\displaystyle C_{2}} è la concentrazione della molecola nel torrente circolatorio (fluido accettore)
- {\displaystyle h} è lo spessore della membrana (inteso come spessore eterogeneo formato da n strati cellulari)

Considerando il sangue (fluido accettore) come un serbatoio infinito e considerando quindi {\displaystyle C_{2}\ll C_{1}} la formula può essere semplificata:
{\displaystyle {\frac {\mathrm {d} M}{\mathrm {d} t}}={\mathcal {D}}{\frac {A}{h}}K_{1}C_{1}}
Considerando inoltre una specifica via di assorbimento per quella molecola i valori {\displaystyle {\mathcal {D}}}, {\displaystyle K_{1}} e {\displaystyle h} diventano delle costanti, per cui il rapporto {\displaystyle {\frac {{\mathcal {D}}\cdot K_{1}}{h}}} diventa anch'esso una costante espressa con {\displaystyle P} che rappresenta la costante di permeabilità della molecola. La formula derivata dalla legge di Fick può quindi essere ulteriormente semplificata:
{\displaystyle {\frac {\mathrm {d} M}{\mathrm {d} t}}=P\cdot A\cdot C_{1}}
La legge di Fick in questa accezione rappresenta il comportamento ideale di un soluto che attraversa una membrana biologica. Nella pratica tuttavia tale valore non è mai rispettato, in quanto l'equazione non tiene conto di alcuni parametri come l'eventuale pKa della sostanza, il logPOW assoluto e le dimensioni delle molecole, tutti fattori determinanti nelle dinamiche di assorbimento. 